# Kaatermu
Kaatermu est un village de 2 habitants de la Commune de Illuka du Comté de Viru-Est en Estonie. 
Avant la réforme administrative (en) de 2017 en Estonie, le village de Kaatremus faisait partie de la commune d'Illuka. Selon le recensement de 2011 (en), le village comptait 4 habitants, tous non-Estoniens. 